# 斎藤一寛
斎藤 一寛（さいとう かずひろ、1900年7月25日 - 1978年4月16日）は、フランス文学者、早稲田大学名誉教授。
山梨県生まれ。1927年早大仏文科卒、日本女子高等学院教諭。1929年早大出版部入社、1930年退社し著述に専念、1934年日本電報通信社入社、1947年第二早稲田高等学院講師、1949年早大講師、1950年教育学部教授、1956年から1957年までパリ留学、1960年から1962年まで教育学部長、1966年から1968年まで早大理事、1971年早大を定年退任、名誉教授。
フランス演劇を専攻し、晩年は比較文学にも手を染めた。

## 著書
- 『佛蘭西語發音五時間』大学書林 1930
- 『フランス語会話』大学書林、1932
- 『フランス語動詞変化表』大学書林、1934
- 『フランス語基礎1500語』大学書林、1948
- 『フランス基礎単語2000』第三書房、1949
- 『フランス思想劇の成立』早稲田大学出版部 1954
- 『フランス語24講』第三書房、1957
- 『舞台の鬼アントワーヌ-フランス自由劇場の歩み』早稲田大学出版部、1964
- 『坪内逍遙と比較文学』二見書房 1973
- 『小野梓の人と思想』校倉書房 1973
- 『フランス演劇発達史』カルチャー出版社 1976

## 翻訳
- エミール・ゾラ『居酒屋』春陽堂、1932-1933
- シャトーブリアン『永遠の処女』進行社、1946
- ジョルジュ・サンド『もの言ふかしの木』愛育社、1949
- サンド『捨子フランスワ』大学書林、1949